# Ахмад ибн Тулун
Ахмед ибн Тулун (835—884) — основатель тюркской династии Тулунидов, правившей в государстве с центром в Египте.

## Биография

### Молодость

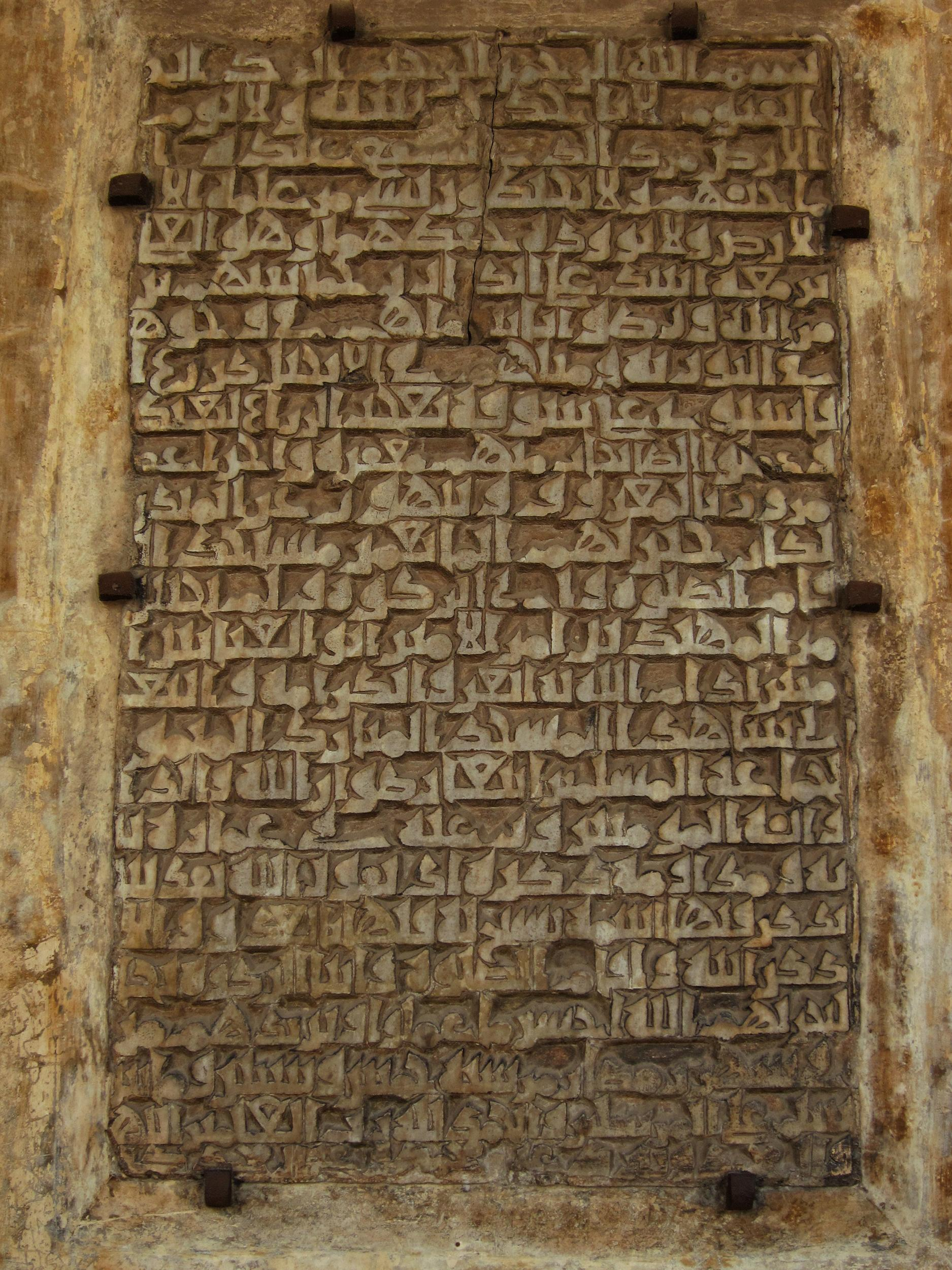
Куфические надписи на Мечети ибн Тулуна

Основатель правящей династии Тулунидов Ахмед ибн Тулун был по происхождению тюрком и являлся выходцем из среднеазиатской тюркской гвардии Аббасидов, формировашейся первоначально в Багдаде, а потом перебазировавшейся в Самарру, после перенесения туда своей резиденции халифом аль-Мутасимом.
В 815 году его отца Тулуна вместе с другими рабами-одноплеменниками подарил халифу Аль-Мамуну саманидский правитель Бухары. В 818 году Тулун начал службу при дворе и вскоре сумел достигнуть высоких должностей, стал командовать гвардией халифа. Ахмед родился в 835 году в Багдаде в месяц Рамадан.
В 850 году он вместе с родителями переехал в Самарру, где и получил воспитание. Тулун успел выслужиться при дворе и дал своему сыну необычное по своему положению научное образование: Ахмед получил военную подготовку, а также изучал теологию. Тулун умер в 854 году, а его жена вышла замуж за высокопоставленного тюркского командира дворцовой гвардии Баикбакла (Баик-Бега). Ибн Тулун женился на Хатун, дочери другого влиятельного тюркского командующего дворцовой гвардии, которая родила ему двоих детей: Аббаса и Фатиму.
В 855 году Ахмед был назначен командующим специальным воинским подразделением при халифе Аль-Мутаваккиле. Потом его назначили эмиром в Тарсус, где он участвовал в походах против Византии. По возвращении Ахмеда в Багдад в 863 году халиф аль-Мустаин вознаградил его, подарив наложницу Мейяз, которая родила ибн Тулуну сына Хумаравейха, будущего его наследника. Ахмед заслужил большое доверие халифа аль-Мустаина, после отречения от престола которого, в 866 году сопровождал в изгнание в Васит. Продолжая состоять у отрёкшегося халифа на службе, Ахмед сохранил ему верность, во всяком случае не принимал никакого участия в его умерщвлении в 867 году.

### Назначение эмиром Египта

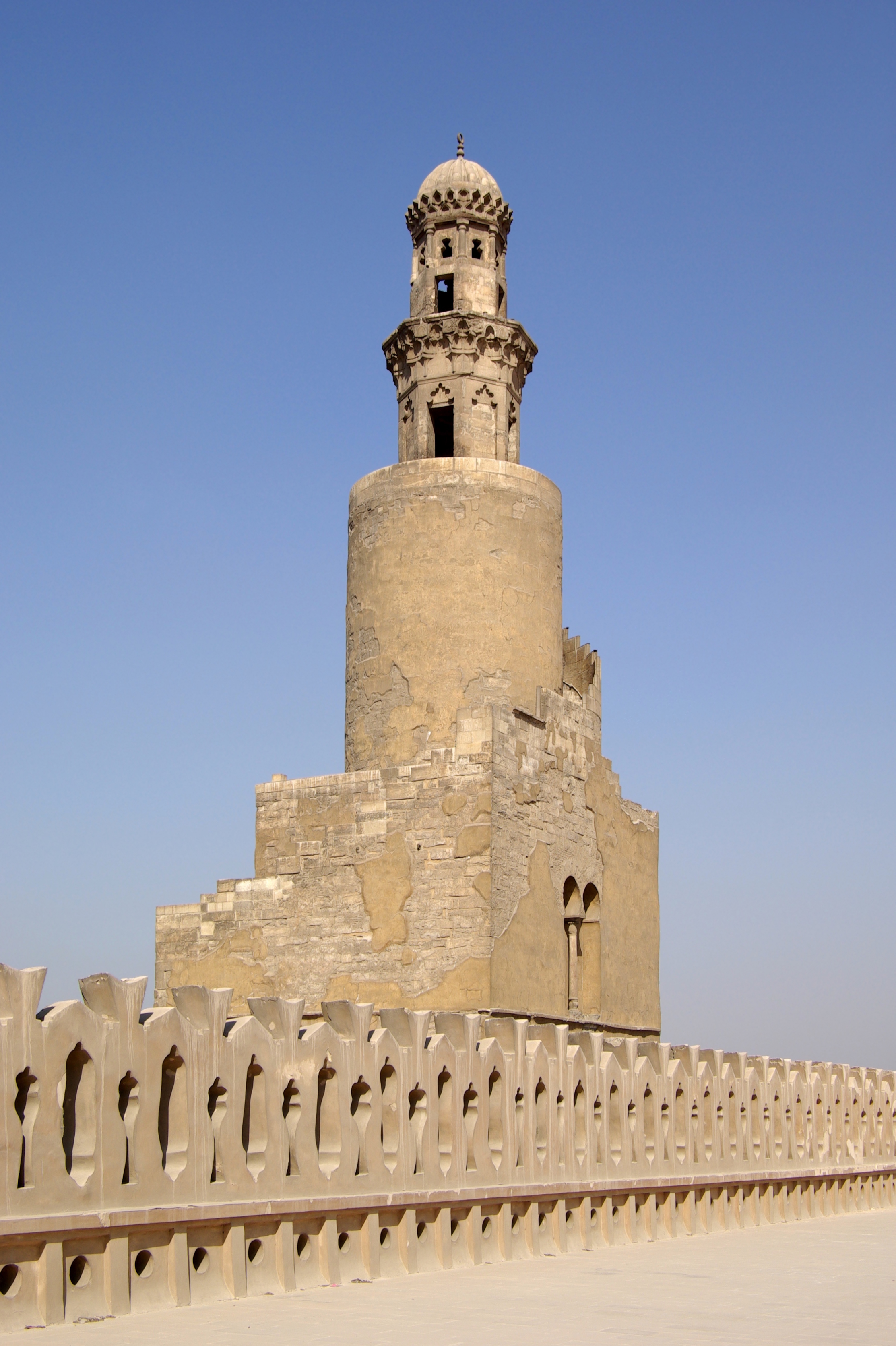
Минарет Мечети ибн Тулуна

В 868 году его отчим Баикбакл (Баик-Бег) (умер в 870 году) получил от халифа аль-Мутазза в качестве икта Египет. Он объявил Ахмеда своим поверенным и отправил его в том же году в Египет во главе большого войска. 15 сентября 868 года Ахмед ибн Тулун прибыл в Фустат. В то время, в Александрии и некоторых других местностях сидели особые эмиры, не подчиненные непосредственно наместнику. Влиятельный начальник над податным управлением Ибн аль Мудаббир встретил нового правителя с нескрываемым неудовольствием, а вскоре после прибытия Ахмеда в верхнем Египте вспыхнуло восстание Алидов. Но ибн Тулун его подавил, как и следующее в 869 году. Затем он искусно устранил влияние своего гражданского соправителя. Ибн аль Мудаббира не любило местное население из-за его жадности и высоких ставок налогов (в частности для немусульманских граждан, которые составляли более половины населения Египта). Ибн аль Мудаббир подчинялся непосредственно халифу, а не правителю Египта, таким образом полностью игнорируя Ахмеда. Ибн Тулун использовал всё своё влияние, чтобы удалить неугодного чиновника, что ему и удалось через четыре года. Таким образом, Ахмед захватил управление страной в свои руки, и в 870 году, после смерти отчима, был провозглашен эмиром Египта. Хотя после убийства Баик-Бега его права были переданы Ярджуку аль-Турки, отцу жены Ахмеда Хатун, но тот сохранил за ибн Тулуном права правителя Египта, и даже расширил его полномочия в Александрии и других территориях региона. Ахмед возглавил компанию против восставшего правителя Сирии Исы ибн-Шейха ас-Шейбани, что позволило ему собрать армию в 100 000 человек.

### Военные походы
После назначения брата халифа Аль-Мутамида Аль-Муваффака (отца будущего халифа аль-Мутадида) в 872 году наместником запада и правителем Дамаска, Ахмеду удалось с помощью подарков добиться того, что управление Египтом было оставлено за ним. Для поддержания с центральной аббасидской властью добрых отношений Ахмед время от времени высылал в Багдад дань, впрочем делал он это без особого рвения. Однако, когда положение Аббасидского халифата усложнилось, вследствие неумелого хозяйствования придворной гвардии, что вылилось в восстания зинджей, которые захватили контроль над Басрой в южном Ираке, и Саффара в восточной части государства, ибн Тулун в 874 году решил прекратить любые выплаты Багдаду.
В 877 году войска халифата были направлены против Ахмеда под предлогом неуплаты им дани. Однако, правительству пришлось отказаться от замысла вторжения в Египет, по причине нехватки средств на выплату жалования армии, находившейся уже в Месопотамии. Попытка вооружённых сил под предводительством Мусы ибн-Буга аль Кабира вернуть контроль над Египтом была провалена, а его армия рассеяна большими силами ибн Тулуна. Таким образом Ахмед сохранил свою власть, а в следующем 878 году, воспользовавшись смертью Аманджура, наместника Палестины, Иордании и Сирии, он двинул в эти провинции свою армию, овладел Иерусалимом, Дамаском, Хомсом, Хамой и Халебом. Причём практически вся страна, кроме Антиохии, взятой силой, сдалась ему без боя. Начальники отдельных округов не оказали никакого сопротивления, так как ими не руководило чувство верности к правительству, их не воодушевляла надежда получить какую-либо помощь и поддержку из Багдада. Затем Ахмед вторгся в Малую Азию и начал войну с Византией.
Однако вскоре ибн Тулун должен был спешно возвратиться в Египет, где его сын Аббас попытался захватить власть и восстал против отца. С частью войска, перешедшего на его сторону, и суммой в миллион динариев он удалился в Барку, подальше от разгневанного отца. Ахмед срочно вернулся в Фустат и предпринял самую широкую подготовку для укрощения строптивого сына, который решил удалиться ещё дальше. Что бы избежать возможной встречи с отцом, он двинулся прямо в пределы владений Аглабида Ибрахима II и со своей не дисциплинированной армией принялся грабить восточный округ Триполиса. Соседние берберы предложили Ибрахиму свою помощь. В 880 году Аббаса разбили и отбросили снова к Барке. Здесь он смог продержаться ещё некоторое время, пока в 882 году посланное Ахмедом войско не уничтожило его отряд и не взяло самого его в плен .
За то время, которое Ахмед потратил на подавление восстания сына, все завоеванные провинции отпали от него. В 881/882 году Лулу, назначенный им управляющим Месопотамии, перешёл на сторону Аль-Муваффака . В 882 году, покончив с делами в Египте, Ахмед совершил новый поход в Сирию и опять подчинил её своей власти. Однако тонко задуманный Ахмедом план, обещая защиту, привлечь в Сирию халифа Аль-Мутамида, не довольного опекой своего брата, чтобы, контролируя его, разыгрывать роль сберегателя законного главы от козней бесчеловечного родственника, не удался невзирая на полную готовность со стороны самого халифа. Аль-Мутамид был перехвачен по пути в Сирию. Попытка завладеть Меккой в 883 году завершилась неудачей благодаря неожиданному сопротивлению собравшегося там огромного числа паломников. Затем Ахмед объявил Аль-Муваффака лишенным сана как бунтовщика против «наместника пророка». В ответ на это Аль-Муваффак вынудил халифа официально отстранить Ахмеда от должности наместника Египта. Оба лидера прокляли друг друга во время пятничной молитвы. Тем временем эмир потерпел довольно чувствительное поражение во время неудачной осады Тарса, где засел один из его военачальников Язман аль-Хадим, возгордившийся одержанной им недавно победой над византийцами. Тем не менее Ахмед опять подчинил себе практически всю Сирию. Но уже под Тарсом он ощутил первые признаки надвигавшейся болезни. Боли усилились вследствие несоблюдения диеты. Вернувшись в Фустат и назначив наследником своего сына Хумаравейха , Ахмед ибн Тулун умер 10 мая 884 году в возрасте 50 лет от заворота кишок. По другой версии умер в Антиохии.

### Итоги деятельности

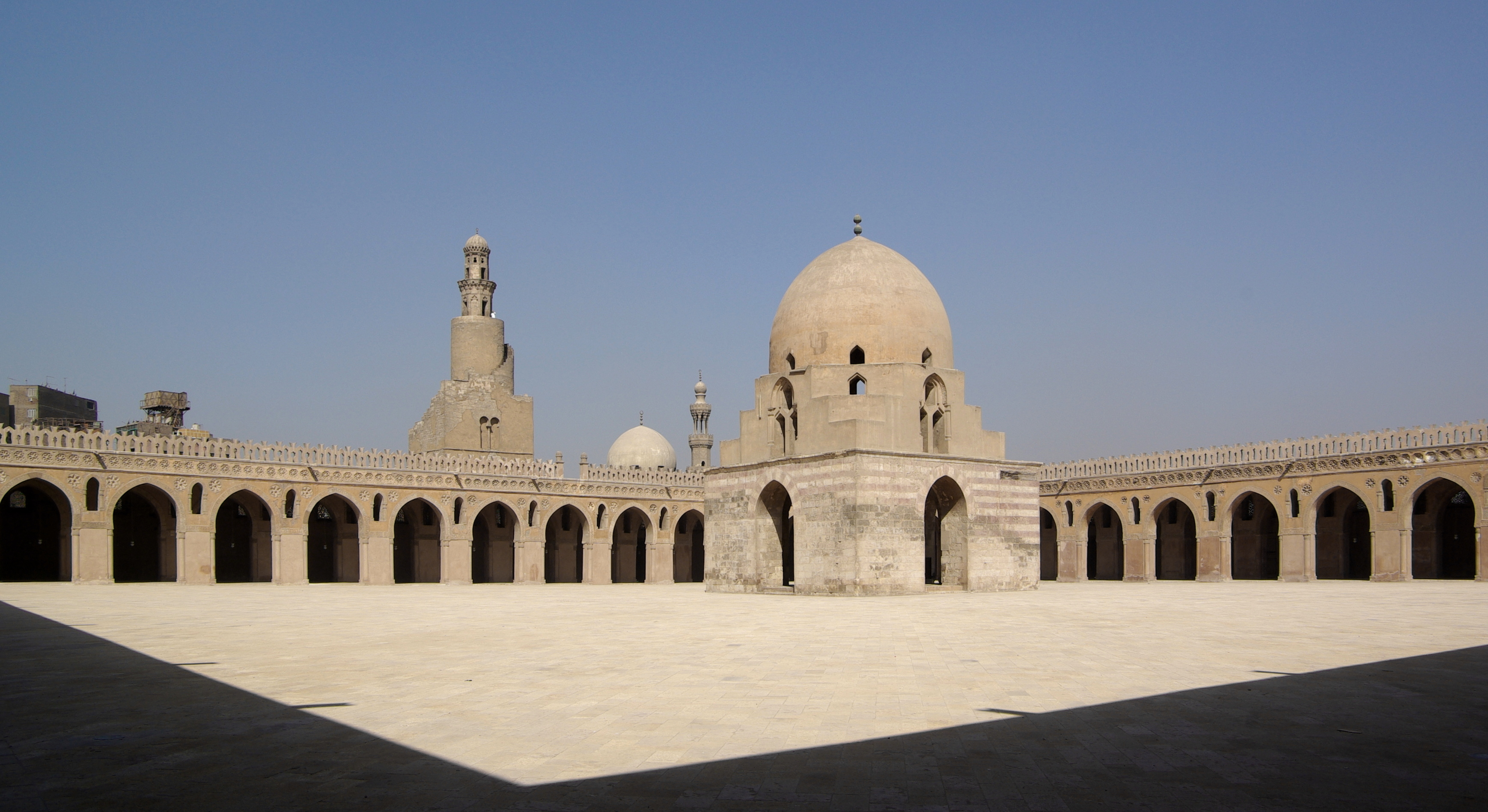
Мечеть ибн Тулуна в Каире (IX век)

В результате завоеваний Ахмеда ибн Тулуна возникла обширная держава, которой он правил, опираясь на большую профессиональную армию, составленную из рабов, среди которых преобладали тюрки, берберы, греки и черные нубийцы. Его правление, которое длилось более 10 лет, позволило Ахмеду оставить после себя хорошо обученных военных, стабильную экономику и опытных чиновников для надзора за государственными делами. Собирая обширные подати с богатой провинции, он вкладывал часть средств в развитие сельского хозяйства и торговли; начал чеканить монеты, на которых рядом с именем халифа ставил своё имя. Благодаря полной автономии, вследствие, чего налоги перестали отправляться в Багдад, можно было развивать ирригацию и построить сильный флот, что значительно стимулировало развитие местной экономики и торговли. Ахмед уделял много внимания укреплению и украшению своей столицы Фустата. Мечеть ибн Тулуна, лежащая посреди квартала Катай, воздвигнутого им в 877—879 годах и вошедшего в черту нынешнего города Каира, свидетельствует об общеполезной деятельности эмира. Сам Катай был заложен в стиле великих городов Персии и Византии. В нём были сооружены большая городская площадь, ипподром, дворец правителя. По всему Египту при Ахмеде развернулось интенсивное строительство, рылись каналы и ремонтировались ниломеры.
При Ахмаде ибн Тулуне в 873 году была построена первая крупная государственная больница, предназначенная исключительно для бедных слоев населения. Ибн Тулун отпускал на нужды этого госпиталя 60 тыс. динаров и посещал его каждую пятницу. Больница включала также отделение для умалишённых..